# Lanaja
Lanaja ist eine spanische Gemeinde in der Provinz Huesca der Autonomen Gemeinschaft Aragonien. Sie liegt in der Comarca Monegros am Canal de los Monegros.

## Gemeindeteile
- Cantalobos (Siedlung 1964 gegründet)
- Lanaja (historischer Hauptort)
- Orillena (Siedlung 1966 gegründet)

## Geschichte
Der Ort dürfte schon in der Jungsteinzeit besiedelt gewesen sein. Im 19. Jahrhundert hatte er unter den Auseinandersetzungen der Carlistenkriege und Überfällen der Bandoleros, die ihren Unterschlupf in der Sierra de Alcubierre hatten, zu leiden. 1875 wurde hier der bekannte Bandit El Cucaracha (Mariano Gavín Suñén) erschossen. Im Juli 1936 wurde der Ort im Spanischen Bürgerkrieg zunächst von Falangisten aus Saragossa eingenommen, die bei ihrem Rückzug fünf republikanisch gesinnte Bewohner töteten, aber schon Ende des Monats von Truppen der Partido Obrero de Unificación Marxista zurückgewonnen. In der Folge wurde der Ort von der Luftwaffe der Franco-Regierung bombardiert.

## Bevölkerungsentwicklung
| 1991 | 1996 | 2001 | 2004 |
| ---- | ---- | ---- | ---- |
| 1771 | 1651 | 1531 | 1481 |

## Gemeindepartnerschaften
- Chasseneuil-du-Poitou in Frankreich